# 菲爾森冰原島峰
67°52′S 63°3′E / 67.867°S 63.050°E
菲爾森冰原島峰（英語：Filson Nunatak）是南極洲的冰原島峰，位於麥克羅伯特森地，處於特羅斯特峰以東11公里，屬於弗拉姆山脈的一部分，現時由南極條約體系管理。